# Major Saab
Major Saab est un film indien de Bollywood réalisé par Verinder Raj Anand sorti le 26 juin 1998.
Le film met en vedette Amitabh Bachchan, Ajay Devgan et Sonali Bendre.

## Box-office
- Box-office en Inde : 100 000 000 roupies[1].